# 長谷川修一
長谷川 修一（はせがわ しゅういち、1971年10月 - ）は、日本の聖書学者、歴史学者、考古学者、立教大学文学部キリスト教学科教授。専門分野は、オリエント史、旧約聖書学、西アジア考古学。

## 経歴
埼玉県出身。立教大学文学部史学科卒業。筑波大学大学院歴史・人類学研究科博士課程単位取得退学。ハイデルベルク大学神学部博士課程に学び、テルアビブ大学（イスラエル）大学院ユダヤ史学科博士課程修了、Ph.D.。古代オリエント博物館共同研究員、盛岡大学文学部社会文化学科准教授、2014年、立教大学文学部キリスト教学科准教授。
2015年、日本学士院学術奨励賞受賞。2020年、立教大学文学部キリスト教学科教授。

## 著書
- 『旧約聖書の世界と時代 ヴィジュアルBOOK』（月本昭男監修、日本基督教団出版局） 2011
- Aram and Israel during the Jehuite Dynasty. De Gruyter, 2012
- 『聖書考古学 遺跡が語る史実』（中公新書） 2013
- 『旧約聖書の謎 隠されたメッセージ』（中公新書） 2014
- 『旧約聖書 〈戦い〉の書物』（慶應義塾大学出版会、世界を読み解く一冊の本） 2020

## 共編
- 『エン・ゲヴ遺跡 発掘調査報告 1998 - 2004』（月本昭男, 小野塚拓造共編、リトン） 2009